# Unobtainium
Der Begriff Unobtainium (auch: Unobtanium) ist ein englisches Kofferwort aus dem Wort unobtainable („nicht beschaffbar“) und der Endsilbe -ium, die in der Regel ein chemisches Element signalisiert (z. B. Plutonium). Unobtainium bezeichnet ein Material, das praktisch nicht beschaffbar ist, sei es weil es nicht (in der benötigten Menge) existiert, unerschwinglich teuer ist oder sich an einem unerreichbaren Ort befindet. Wörtlich könnte man es mit „Nichtzukriegium“ oder „Unbeschaffbarium“ übersetzen. 

## Etymologie
Der Begriff tauchte schriftlich erstmals in den 1950er Jahren auf, als im Weltraumflugprogramm beschäftigte Ingenieure häufig Konstruktionen fanden, die zwar elegant schienen, aber Materialeigenschaften benötigten, die so nicht vorhanden waren – insbesondere was die Frage betrifft, wie man hinreichend hartes und hitzefestes Material herstellt, das nach einem Orbitalflug den Wiedereintritt in die Atmosphäre übersteht.

## Verwendung
Der Begriff fand weite Verbreitung in der Umgangssprache Hollywoods. Dort bezeichnet er eine fiktive (nicht existierende) Substanz, deren angenommene Existenz die Handlung eines Drehbuchs überhaupt erst möglich macht, und wird oft abfällig verwendet. In Filmen selbst wird der Name Unobtainium normalerweise nicht verwendet, ein entsprechender Stoff wird mit einem klangvolleren Namen versehen. Ausnahmen sind die Filme The Core und Avatar – Aufbruch nach Pandora.
Unobtainium hat als Begriff für ein Material eine erkennbare Nähe zu den systematischen Elementnamen der IUPAC für Elemente mit Ordnungszahlen im Bereich 100 bis 199, bei denen das einleitende „un-“ für die „1“ steht, die Namen jeweils auf „-ium“ zur Elementcharakterisierung enden, und dabei insgesamt fünf Silben enthalten (vergleiche Elementnamensgebungskontroverse und die Elemente Ununennium/119 sowie das nicht existente Unoctennium/189). Es hat so andere Synonyme verdrängt, etwa „buzzwordium“ (von Buzzword) oder „flangium“ (mit Verb „flange“ abgeleitet von „Flansch“ im Sinne von „gerade nicht passend haben“). Im Film und anderen Medien wird ein hypothetisches Material häufig nach ganz ähnlichem Schema gebildet, etwa das Dilithium im Star-Trek-Universum, um eine lautliche Näherung zu existenten Elementen oder Mineralien zu haben, die aber auch von bekannten Begriffen abgeleitet werden (weitere Beispiele finden sich in der Liste fiktiver Elemente, Materialien, Isotope und Elementarteilchen).
Die Bekanntheit des Unobtainium im amerikanischen Alltag – synonym auch Unattainium mit der gleichen Bedeutung – hat die Verwendung auch über die Bezeichnung für ein Element hinausgeführt. Am nächstliegenden ist noch ein wissenschaftlicher Beitrag unter dem Titel Towards unobtainium [new composite materials for space applications] (etwa „Hin zum Unobtainium – neue Verbundwerkstoffe für Weltraumanwendungen“), der es als Meme für Materialien mit bisher unerreichten Eigenschaften einsetzt, wobei sie gerade schon existent sind.
Einige Firmen sind sogar den Schritt gegangen, tatsächliche Vertriebsprodukte unter dem Titel „Unobtainium“ zu vermarkten. So gibt es ein eingetragenes Warenzeichen „Unobtainium“ von Oakley Inc. für eine besondere Gummibeschichtung von Bügeln und Nasenstegen an Brillen, oder es wird als Bestandteil einer Jeans angegeben. Die Firma Northstar Glass bezeichnet eine besondere Glassorte mit blauem Glitzereffekt als „Unobtainium“ – alles Verwendungen, die der eigentlichen Definition widersprechen. Im privaten Bereich ist es dagegen zu einem Platzhalter geworden, der einen Gegenstand bezeichnet, welcher wegen des Unobtainiumanteils praktisch nicht beschaffbar ist, etwa ein besonderes Ersatzteil für ein historisches Auto.
Im deutschsprachigen Raum findet sich meist nur die beschriebene Verwendung im Film. Im amerikanischen Sprachraum dagegen hat der Begriff Eingang in die Umgangssprache gefunden und wird oft zur Entschuldigung für eine mangelhafte Leistung verwendet: „Wenn ich nur etwas Unobtainium hätte, wäre das alles kein Problem.“